# Toubori (Zinder)
Toubori ist ein Dorf im Arrondissement Zinder V der Stadt Zinder in Niger.

## Geographie
Das von einem traditionellen Ortsvorsteher (chef traditionnel) geleitete Dorf befindet sich südlich des Stadtzentrums im ländlichen Gemeindegebiet von Zinder, der Hauptstadt der gleichnamigen Region Zinder. Ein Nachbardorf von Toubori ist Dan Kiffi im Südwesten.
Wie im gesamten Gemeindegebiet von Zinder herrscht das Klima der Sahelzone vor, mit einer durchschnittlichen jährlichen Niederschlagsmenge zwischen 300 und 400 mm.

## Bevölkerung
Bei der Volkszählung 2012 hatte Toubori 1696 Einwohner, die in 293 Haushalten lebten. Bei der Volkszählung 2001 betrug die Einwohnerzahl 764 in 137 Haushalten und bei der Volkszählung 1988 belief sich die Einwohnerzahl auf 876 in 189 Haushalten.

## Wirtschaft und Infrastruktur
Es gibt eine Schule im Dorf.